# Tonight Tonight
Tonight Tonight è un singolo del gruppo pop rock statunitense Hot Chelle Rae pubblicato nel 2011 come primo estratto del loro secondo album in studio, Whatever. Il singolo ha raggiunto la nona posizione della Billboard Hot 100 ed è stato certificato doppio disco di platino negli Stati Uniti per aver raggiunto la soglia delle due milioni di copie vendute.

## Tracce
Single version
1. Tonight Tonight – 3:20

EP version
1. Tonight Tonight – 3:20
2. Bleed – 3:53
3. I Like To Dance (MattRad Remix) – 3:58
4. Let Down – 2:44

Digital download
1. Tonight Tonight – 3:20
2. Tonight Tonight (Goldstein Remix) – 3:29
3. Tonight Tonight (Kat Krazy Remix) – 3:17

## Classifiche
| Classifica        | Posizione massima |
| ----------------- | ----------------- |
| Australia         | 7                 |
| Canada            | 10                |
| Nuova Zelanda     | 16                |
| Paesi Bassi       | 16                |
| Stati Uniti       | 7                 |
| Stati Uniti (pop) | 5                 |
| Svezia            | 36                |